# Lanciarii
Lanciarii (au singulier lanciarius) (ou encore orthographié, lancearii) vient de lancea, arme utilisée aussi bien pour le lancer (à l’identique des javelots) que comme arme d'estoc. Lanciarii désigne donc au sein de l’armée romaine, de manière générale, les hommes qui en sont équipés (fantassins ou cavaliers). Mais ce terme désigne aussi, en particulier, trois corps de troupe de l’armée romaine (dont la lance était aussi la principale arme) et qui se sont succédé au cours de l’histoire de l’Empire romain : les Lanciarii légionnaires, les Lanciarii de la garde impériale et les légions de Lanciarii dans la Notitia Dignitatum.

## Lanciarii légionnaires
Le terme apparaît au Ier siècle apr. J.-C. et remplace celui d’Antesignani pour désigner l’infanterie légère formée au sein des légions.
Leur première mention, par Flavius Josèphe, les décrit comme des gardes du corps du commandant d’une province lors de la marche des troupes (une de leurs fonctions).
Une pierre tombale d’un lanciarius de la IIe légion Parthique au IIIe siècle apr. J.-C. montre qu’ils étaient équipés d’une ou plusieurs lancea/lanceae et d’un bouclier ovale (comme pour les soldats auxiliaires) plus léger que le lourd scuta des autres légionnaires.
Les Lanciarii devaient représenter une force de plusieurs centaines d’hommes par légion.
Éléments souples de la légion, leur importance s’accroitra à mesure que la légion se rigidifia à partir du IIe siècle apr. J.-C. : par l’emploi de lignes continues de fantassins armés de lourdes lances pour les premiers rangs, la légion de l’époque abandonne la souplesse de l’organisation en cohortes et manipules. Les lanciarii apporteront alors cette souplesse manquant aux trois lignes d’infanterie traditionnelles (triplex acies). Ils étaient également mieux adaptés pour effectuer la poursuite des nombreuses bandes barbares infiltrées en territoire romain au cours de la crise du troisième siècle.

## Lanciarii de la garde impériale
Sous la Tétrarchie, de la fin du IIIe au début du IVe siècle apr. J.-C., Lanciarii désigne une catégorie de soldats du Comitatus de rang inférieur aux prétoriens et dont la fonction était de servir de gardes du corps. Apparu peut-être au cours de la seconde moitié du IIIe siècle, il s’agit peut-être d’une évolution des Lanciarii de la IIe légion Parthique parmi lesquels l’empereur sélectionnait des gardes du corps. Comme les généraux choisissaient leurs gardes parmi les Lanciarii des autres légions. Le reste de la IIe légion Parthique étant envoyé en province comme vexiliationes ou entièrement pour faire face aux besoins militaires de l’époque (crise du troisième siècle). Les hommes désignés pour devenir Lanciarii étaient sélectionnés parmi les légions et entraient ensuite dans la garde prétorienne. Ils étaient donc inférieurs en dignité aux prétoriens mais supérieurs aux autres légionnaires. C’était, en quelque sorte, l’antichambre de la garde prétorienne. Certains, au lieu d'entrer dans la garde prétorienne, devenaient Protectores et étaient destinés à exercer ensuite de hautes fonctions comme commandant de légion. Existait-il une seule ou plusieurs légions de Lanciarii au sein du Sacer Comitatus ? Impossible de le dire.

## Légions de Lanciarii dans la Notitia Dignitatum
La Notitia Dignitatum énumère un certain nombre d’unités Lanciarii : dans la partie occidentale, les Lanciarii Sabarienses (légion palatine sous le Magister Equitum), les Lanciarii Gallicani Honoriani, ou Lanciarii Honoriani Gallicani (légion comitatenses sous le Magister Equitum), les Lanciarii Lauriacenses et les Lanciarii Comaginenses (2 pseudocomitatenses sous le Comes Illyricum), et dans la partie orientale, les Lanciarii seniores (légion palatine sous le Magister Militum Praesentales I), une première unité Lanciarii iuniores (légion palatine sous le Magister Militum Praesentales II), une seconde unité Lanciarii iuniores (légion palatine sous le Magister Militum per Illyricum), les Lanciarii Stobenses (légion comitatenses sous le Magister Militum per Thracias) et les Lanciarii Augustenses (légion comitatenses sous le Magister Militum per Illyricum). Toutes sont des légions.
Il est impossible de dire comment on est passé des Lanciarii légionnaires et de la garde impériale sous la Tétrarchie aux diverses unités de Lanciarii décrites dans la Notitia Dignitatum (fin IVe – début Ve siècle apr. J.-C.).
Tout au plus peut-on supposer que ces unités trouvent leur origine soit auprès de vexillations de Lanciarii légionnaires, ou chez les Lanciarii de la Tétrarchie qui ont ensuite été employés au sein de l’armée ordinaire (celle des Limitanei). À l’exception peut-être de ceux restés auprès de l’empereur qui auraient été intégrés à des nouvelles unités de gardes (par ex. les Domestici pedites dont la décoration du bouclier présente des similitudes avec celle des boucliers de la IIe légion Parthique dont seraient issus les Lanciarii de la garde impériale sous la Tétrarchie).